# Семиковка (река)
Семиковка — река в Нелидовском районе Тверской области, левый приток Межи. Длина реки составляет 12,1 км.
Семиковка вытекает из болотистой местности, в 8 километрах к юго-востоку от города Нелидово. Течёт на северо-запад. Протекает через территорию города Нелидово, на западной окраине впадает в Межу. На берегу реки также расположены посёлок Загородный и деревня Семики. Основной приток — река Лютинка (длина 6,3 километра) — правый. 
Ранее река носила название Семаковка.